# 種をまく日々
「種をまく日々」（たねをまくひび）は、日本の歌手・中孝介の通算4枚目のシングル。2007年11月14日、エピックレコードジャパンより発売された。

## 解説
- ファーストアルバム『ユライ花』より4ヶ月ぶりのリリースとなる2007年第2弾シングル。
- テレビアニメ『BLEACH』エンディングテーマのタイトル曲を始め、ドラマ「ジャッジ 〜島の裁判官奮闘記〜」主題歌の「路の途中」など4曲を収録。
- 初回盤は『BLEACH』絵柄のダブルワイドキャップラベルステッカー仕様。
- 2008年2〜3月には、アコースティックライブツアー2008「種をまく日々」を開催した。

## 収録曲
| 1 | 種をまく日々                   | 作詞：鴨川義之 作曲：大坂孝之介 編曲：河野伸 テレビ東京系アニメ『BLEACH』エンディングテーマ（2007年10月17日 - 12月26日放送分） | 5:34 |
| 2 | 路の途中                       | 作詞：沢村直子 作曲：酒井陽一 編曲：松岡モトキ NHK総合土曜ドラマ『ジャッジ 〜島の裁判官奮闘記〜』主題歌                        | 5:23 |
| 3 | 言葉はいらない (中孝介 & 韓雪) | 作詞：小林夏海 作曲：松本俊明 編曲：藤本和則 『日中文化・スポーツ交流年』公式テーマソング                                      | 5:58 |
| 4 | 地球兄弟                       | 作詞・作曲：河口京吾 編曲：大川茂伸 「地球兄弟プロジェクト」参加楽曲                                                           | 5:25 |